# بدیا دل والس
بدیا دل والس (به اسپانیایی: Badia del Vallès) یک منطقهٔ مسکونی در اسپانیا است که در والس اکسیدنتال واقع شده‌است. بدیا دل والس ۰٫۹ کیلومتر مربع مساحت دارد.